# آراف‌بی اکس-۱۱۳
آراف‌بی اکس-۱۱۳ (به انگلیسی: RFB_X-113) یک هواگرد از نوع شناور اثر سطحی ساخت شرکت Rhein Flugzeugbau (RFB) است. هواگرد آراف‌بی اکس-۱۱۳ نخستین پروازش را در اکتبر ۱۹۷۰ میلادی انجام داد. در مجموع، تعداد ۱ فروند از این هواگرد ساخته شده‌است.
طراح این هواگرد، Alexander Lippisch بود.